# Lista över fornlämningar i Ljungby kommun (Annerstad)
Lista över fornlämningar i Ljungby kommun (Annerstad) är en förteckning av ett urval av de fornlämningar som finns i Annerstad i Ljungby kommun.
| Namn                            | Lämningstyp                 | Tillkomsttid | Historisk indelning | Plats | Läge                 | ID-nr          | Bild                                 |
| ------------------------------- | --------------------------- | ------------ | ------------------- | ----- | -------------------- | -------------- | ------------------------------------ |
| Annerstad 1:1                   | Stenkammargrav              |              | Annerstad, Småland  |       | 56.809143, 13.690194 | 10069800010001 | Ladda upp en bild av detta fornminne |
| Annerstad 1:2                   | Stensättning                |              | Annerstad, Småland  |       | 56.809218, 13.689772 | 10069800010002 | Ladda upp en bild av detta fornminne |
| Annerstad 2:1                   | Gravfält                    |              | Annerstad, Småland  |       | 56.787646, 13.697108 | 10069800020001 | Ladda upp en bild av detta fornminne |
| Annerstad 3:1                   | Stenkammargrav              |              | Annerstad, Småland  |       | 56.793735, 13.716785 | 10069800030001 | Ladda upp en bild av detta fornminne |
| Annerstad 5:1                   | Gravfält                    |              | Annerstad, Småland  |       | 56.800308, 13.688584 | 10069800050001 | Ladda upp en bild av detta fornminne |
| Annerstad 6:1                   | Gravfält                    |              | Annerstad, Småland  |       | 56.800667, 13.680922 | 10069800060001 | Ladda upp en bild av detta fornminne |
| Annerstad 7:1                   | Gravfält                    |              | Annerstad, Småland  |       | 56.801961, 13.681034 | 10069800070001 | Ladda upp en bild av detta fornminne |
| Piks borg (Annerstad 9:1)       | Borg                        |              | Annerstad, Småland  |       | 56.787458, 13.651889 | 10069800090001 | Ladda upp en bild av detta fornminne |
| Annerstad 14:1                  | Begravningsplats            |              | Annerstad, Småland  |       | 56.741282, 13.635534 | 10069800140001 | Ladda upp en bild av detta fornminne |
| Annerstad 17:1                  | Grav markerad av sten/block |              | Annerstad, Småland  |       | 56.760835, 13.713386 | 10069800170001 | Ladda upp en bild av detta fornminne |
| Annerstad 23:1                  | Gravfält                    |              | Annerstad, Småland  |       | 56.741538, 13.785648 | 10069800230001 | Ladda upp en bild av detta fornminne |
| Annerstad 24:1                  | Stensättning                |              | Annerstad, Småland  |       | 56.803044, 13.692682 | 10069800240001 | Ladda upp en bild av detta fornminne |
| Annerstad 25:1                  | Stenkammargrav              |              | Annerstad, Småland  |       | 56.803628, 13.693245 | 10069800250001 | Ladda upp en bild av detta fornminne |
| Annerstad 26:1                  | Gravfält                    |              | Annerstad, Småland  |       | 56.759739, 13.819055 | 10069800260001 | Ladda upp en bild av detta fornminne |
| Annerstad 27:1                  | Hög                         |              | Annerstad, Småland  |       | 56.758409, 13.819177 | 10069800270001 | Ladda upp en bild av detta fornminne |
| Annerstad 27:2                  | Hög                         |              | Annerstad, Småland  |       | 56.758301, 13.819161 | 10069800270002 | Ladda upp en bild av detta fornminne |
| Annerstad 27:3                  | Hög                         |              | Annerstad, Småland  |       | 56.758367, 13.819417 | 10069800270003 | Ladda upp en bild av detta fornminne |
| Annerstad 31:1                  | Stensättning                |              | Annerstad, Småland  |       | 56.778999, 13.780116 | 10069800310001 | Ladda upp en bild av detta fornminne |
| Annerstad 32:1                  | Borg                        |              | Annerstad, Småland  |       | 56.783902, 13.766503 | 10069800320001 | Ladda upp en bild av detta fornminne |
| Annerstad 33:1                  | Röse                        |              | Annerstad, Småland  |       | 56.771095, 13.800660 | 10069800330001 | Ladda upp en bild av detta fornminne |
| Annerstad 33:2                  | Stensättning                |              | Annerstad, Småland  |       | 56.770902, 13.801132 | 10069800330002 | Ladda upp en bild av detta fornminne |
| Annerstad 35:1                  | Stensättning                |              | Annerstad, Småland  |       | 56.757604, 13.720159 | 10069800350001 | Ladda upp en bild av detta fornminne |
| Annerstad 36:1                  | Stensättning                |              | Annerstad, Småland  |       | 56.764048, 13.784938 | 10069800360001 | Ladda upp en bild av detta fornminne |
| Annerstad 36:2                  | Stensättning                |              | Annerstad, Småland  |       | 56.763832, 13.784915 | 10069800360002 | Ladda upp en bild av detta fornminne |
| Annerstad 36:3                  | Stensättning                |              | Annerstad, Småland  |       | 56.763914, 13.784698 | 10069800360003 | Ladda upp en bild av detta fornminne |
| Annerstad 36:4                  | Stensättning                |              | Annerstad, Småland  |       | 56.763940, 13.785071 | 10069800360004 | Ladda upp en bild av detta fornminne |
| Annerstad 38:1                  | Hög                         |              | Annerstad, Småland  |       | 56.741912, 13.786764 | 10069800380001 | Ladda upp en bild av detta fornminne |
| Annerstad 44:1                  | Stensättning                |              | Annerstad, Småland  |       | 56.814926, 13.649248 | 10069800440001 | Ladda upp en bild av detta fornminne |
| Annerstad 47:1                  | Stensättning                |              | Annerstad, Småland  |       | 56.795730, 13.608035 | 10069800470001 | Ladda upp en bild av detta fornminne |
| Annerstad 53:1                  | Stensättning                |              | Annerstad, Småland  |       | 56.772603, 13.662626 | 10069800530001 | Ladda upp en bild av detta fornminne |
| Annerstad 59:1                  | Stensättning                |              | Annerstad, Småland  |       | 56.789123, 13.675674 | 10069800590001 | Ladda upp en bild av detta fornminne |
| Annerstad 63:1                  | Grav markerad av sten/block |              | Annerstad, Småland  |       | 56.790952, 13.703747 | 10069800630001 | Ladda upp en bild av detta fornminne |
| Annerstad 63:2                  | Grav markerad av sten/block |              | Annerstad, Småland  |       | 56.790991, 13.703909 | 10069800630002 | Ladda upp en bild av detta fornminne |
| Annerstad 66:1                  | Stensättning                |              | Annerstad, Småland  |       | 56.793943, 13.718116 | 10069800660001 | Ladda upp en bild av detta fornminne |
| Annerstad 67:1                  | Stensättning                |              | Annerstad, Småland  |       | 56.784470, 13.694891 | 10069800670001 | Ladda upp en bild av detta fornminne |
| Annerstad 67:2                  | Grav markerad av sten/block |              | Annerstad, Småland  |       | 56.784620, 13.694715 | 10069800670002 | Ladda upp en bild av detta fornminne |
| Annerstad 68:1                  | Hällristning                |              | Annerstad, Småland  |       | 56.763326, 13.676583 | 10069800680001 | Ladda upp en bild av detta fornminne |
| Annerstad 69:1                  | Röse                        |              | Annerstad, Småland  |       | 56.808546, 13.690942 | 10069800690001 | Ladda upp en bild av detta fornminne |
| Annerstad 71:1                  | Hällristning                |              | Annerstad, Småland  |       | 56.796706, 13.693878 | 10069800710001 | Ladda upp en bild av detta fornminne |
| Annerstad 74:1                  | Stensättning                |              | Annerstad, Småland  |       | 56.797649, 13.694627 | 10069800740001 | Ladda upp en bild av detta fornminne |
| Annerstad 91:1                  | Stensättning                |              | Annerstad, Småland  |       | 56.797459, 13.743488 | 10069800910001 | Ladda upp en bild av detta fornminne |
| Annerstad 95:1                  | Hög                         |              | Annerstad, Småland  |       | 56.764349, 13.713414 | 10069800950001 | Ladda upp en bild av detta fornminne |
| Annerstad 95:2                  | Stensättning                |              | Annerstad, Småland  |       | 56.764295, 13.713151 | 10069800950002 | Ladda upp en bild av detta fornminne |
| Annerstad 97:1                  | Hög                         |              | Annerstad, Småland  |       | 56.745040, 13.746427 | 10069800970001 | Ladda upp en bild av detta fornminne |
| Annerstad 97:2                  | Hög                         |              | Annerstad, Småland  |       | 56.745106, 13.746523 | 10069800970002 | Ladda upp en bild av detta fornminne |
| Annerstad 97:3                  | Hög                         |              | Annerstad, Småland  |       | 56.745077, 13.746717 | 10069800970003 | Ladda upp en bild av detta fornminne |
| Jungfrustenen (Annerstad 101:1) | Minnesmärke                 |              | Annerstad, Småland  |       | 56.767601, 13.720285 | 10069801010001 | Ladda upp en bild av detta fornminne |
| Annerstad 103:1                 | Gravfält                    |              | Annerstad, Småland  |       | 56.780274, 13.677316 | 10069801030001 | Ladda upp en bild av detta fornminne |
| Annerstad 104:1                 | Gravfält                    |              | Annerstad, Småland  |       | 56.778780, 13.668158 | 10069801040001 | Ladda upp en bild av detta fornminne |
| Annerstad 105:2                 | Stenkrets                   |              | Annerstad, Småland  |       | 56.776810, 13.689188 | 10069801050002 | Ladda upp en bild av detta fornminne |
| Annerstad 106:1                 | Gravfält                    |              | Annerstad, Småland  |       | 56.774185, 13.667336 | 10069801060001 | Ladda upp en bild av detta fornminne |
| Annerstad 107:1                 | Gravfält                    |              | Annerstad, Småland  |       | 56.771873, 13.671802 | 10069801070001 | Ladda upp en bild av detta fornminne |
| Annerstad 110:1                 | Gravfält                    |              | Annerstad, Småland  |       | 56.763092, 13.675882 | 10069801100001 | Ladda upp en bild av detta fornminne |
| Annerstad 111:1                 | Gravfält                    |              | Annerstad, Småland  |       | 56.771371, 13.675096 | 10069801110001 | Ladda upp en bild av detta fornminne |
| Annerstad 112:1                 | Gravfält                    |              | Annerstad, Småland  |       | 56.756256, 13.650823 | 10069801120001 | Ladda upp en bild av detta fornminne |
| Annerstad 113:1                 | Stenkammargrav              |              | Annerstad, Småland  |       | 56.757704, 13.751007 | 10069801130001 | Ladda upp en bild av detta fornminne |
| Annerstad 120:1                 | Gravfält                    |              | Annerstad, Småland  |       | 56.781055, 13.808964 | 10069801200001 | Ladda upp en bild av detta fornminne |
| Annerstad 121:1                 | Grav markerad av sten/block |              | Annerstad, Småland  |       | 56.782766, 13.810663 | 10069801210001 | Ladda upp en bild av detta fornminne |
| Annerstad 124:1                 | Stensättning                |              | Annerstad, Småland  |       | 56.782494, 13.676993 | 10069801240001 | Ladda upp en bild av detta fornminne |
| Annerstad 124:2                 | Stensättning                |              | Annerstad, Småland  |       | 56.782502, 13.677280 | 10069801240002 | Ladda upp en bild av detta fornminne |
| Annerstad 128:1                 | Gravfält                    |              | Annerstad, Småland  |       | 56.752031, 13.744817 | 10069801280001 | Ladda upp en bild av detta fornminne |
| Annerstad 129:1                 | Stenkammargrav              |              | Annerstad, Småland  |       | 56.752163, 13.749118 | 10069801290001 | Ladda upp en bild av detta fornminne |
| Annerstad 129:2                 | Röse                        |              | Annerstad, Småland  |       | 56.752257, 13.748677 | 10069801290002 | Ladda upp en bild av detta fornminne |
| Annerstad 130:1                 | Gravfält                    |              | Annerstad, Småland  |       | 56.749224, 13.751969 | 10069801300001 | Ladda upp en bild av detta fornminne |
| Annerstad 132:1                 | Stensättning                |              | Annerstad, Småland  |       | 56.783944, 13.693166 | 10069801320001 | Ladda upp en bild av detta fornminne |
| Annerstad 141:1                 | Stensättning                |              | Annerstad, Småland  |       | 56.754556, 13.637270 | 10069801410001 | Ladda upp en bild av detta fornminne |
| Annerstad 146:1                 | Stensättning                |              | Annerstad, Småland  |       | 56.752086, 13.646465 | 10069801460001 | Ladda upp en bild av detta fornminne |
| Annerstad 154:1                 | Gravfält                    |              | Annerstad, Småland  |       | 56.752244, 13.739402 | 10069801540001 | Ladda upp en bild av detta fornminne |
| Annerstad 157:1                 | Stensättning                |              | Annerstad, Småland  |       | 56.733351, 13.757439 | 10069801570001 | Ladda upp en bild av detta fornminne |
| Annerstad 177:1                 | Röse                        |              | Annerstad, Småland  |       | 56.759992, 13.759237 | 10069801770001 | Ladda upp en bild av detta fornminne |
| Annerstad 185:1                 | Stensättning                |              | Annerstad, Småland  |       | 56.731048, 13.753682 | 10069801850001 | Ladda upp en bild av detta fornminne |
| Annerstad 191:1                 | Stensättning                |              | Annerstad, Småland  |       | 56.778090, 13.780468 | 10069801910001 | Ladda upp en bild av detta fornminne |
| Annerstad 191:2                 | Stensättning                |              | Annerstad, Småland  |       | 56.778197, 13.780598 | 10069801910002 | Ladda upp en bild av detta fornminne |
| Annerstad 191:3                 | Stensättning                |              | Annerstad, Småland  |       | 56.778584, 13.781311 | 10069801910003 | Ladda upp en bild av detta fornminne |
| Annerstad 212:1                 | Stenkammargrav              |              | Annerstad, Småland  |       | 56.745007, 13.762616 | 10069802120001 | Ladda upp en bild av detta fornminne |
| Annerstad 224:1                 | Hög                         |              | Annerstad, Småland  |       | 56.749423, 13.776531 | 10069802240001 | Ladda upp en bild av detta fornminne |
| Annerstad 224:2                 | Hög                         |              | Annerstad, Småland  |       | 56.749541, 13.776408 | 10069802240002 | Ladda upp en bild av detta fornminne |
| Annerstad 225:1                 | Hög                         |              | Annerstad, Småland  |       | 56.752190, 13.777519 | 10069802250001 | Ladda upp en bild av detta fornminne |
| Annerstad 225:2                 | Hög                         |              | Annerstad, Småland  |       | 56.752278, 13.777466 | 10069802250002 | Ladda upp en bild av detta fornminne |
| Annerstad 225:3                 | Hög                         |              | Annerstad, Småland  |       | 56.752047, 13.777702 | 10069802250003 | Ladda upp en bild av detta fornminne |
| Annerstad 230:1                 | Röse                        |              | Annerstad, Småland  |       | 56.745484, 13.835415 | 10069802300001 | Ladda upp en bild av detta fornminne |